# 孙如游
孙如游（1549年—1625年），字景文，号鉴湖。明朝政治人物，浙江餘姚縣人。宸濠之亂中殉國的都御史孙燧曾孙。萬曆乙未進士。天启年间累官礼部尚书兼东阁大学士。

## 生平
万历四年丙子科浙江鄉試第六名舉人，萬曆二十年壬辰科會試第五十四名，未殿试，二十三年（1595年）廷試三甲第十五名进士，兵部觀政，改選翰林院庶吉士，二十五年授翰林院检讨，编纂六曹章奏。三十一年典試湖廣，三十三年充册封正使。歴升右春坊赞善、掌南京翰林院印右赞善、右諭德、右庶子、詹事府少詹事、詹事兼翰林院侍读学士。四十三年累官礼部右侍郎，主管部务。明神宗驾崩，以顾命大臣辅佐明光宗，曾挫败郑贵妃、李选侍篡权阴谋。后又辅佐明熹宗，被钦点为东阁大学士，参与明廷机务。宦官魏忠贤掌权后，提出辞职。家居四年後卒。贈少保，謚文恭。

## 家族
曾祖孫燧，巡抚江西右副都御史贈禮部尚書謚忠烈加贈榮禄大夫。祖父孫墀，尚寶司卿贈奉政大夫。父孫鏊，上林苑监署丞、贈翰林院检讨。母陈氏。贈孺人。兄如海（太學生）；如瀛（都司）；如韓（把总）；如昶（会举）；如津（管錦衣衛事中軍都督府佥事）；如湯（锦衣卫冠带舍人）；如瀚（太学生）。弟如浙（序班）；孫如法（癸未进士、潮阳县典史）；如泟（辛卯举人）；如潢（国子生）；如藻。
子應本、應采，俱生员。孫孫嘉績，兵部尚書兼東阁大學士贈太保謚忠襄。